# Hibbertia glomerata
Hibbertia glomerata är en tvåhjärtbladig växtart. Hibbertia glomerata ingår i släktet Hibbertia och familjen Dilleniaceae.

## Underarter
Arten delas in i följande underarter:
- H. g. darlingensis
- H. g. ginginensis
- H. g. glomerata
- H. g. wandoo